# Focus (2015)
Focus is een Amerikaanse romantische actiefilm uit 2015 onder regie van Glenn Ficarra en John Requa.

## Verhaal
Nicky Spurgeon is een ervaren oplichter die verliefd wordt op een jongedame, Jess Barrett. Hij leert haar alle trucjes van het vak, maar besluit plots de band te verbreken. 
Drie jaar later komt hij haar opnieuw tegen in Buenos Aires, als concurrente bij een nieuwe zwendel waar een raceauto-eigenaar met een vermogen van in de miljarden bij is betrokken.
In de laatste scène van de film wordt pas duidelijk waarom Nicky Jess drie jaar eerder achterliet, wanneer Nicky's vader uitlegt dat hij haar verliet omdat hij te veel om haar gaf. En liefde rijmt niet met het oplichtersbestaan.

## Rolverdeling
- Will Smith als Nicky Spurgeon
- Margot Robbie als Jess Barrett
- Rodrigo Santoro als Rafael Garriga
- Gerald McRaney als Owens
- B.D. Wong als Liyuan Tse
- Robert Taylor als McEwen
- Dominic Fumusa als Jared
- Brennan Brown als Horst
- Griff Furst als Gareth
- Adrian Martinez als Farhad
- Alfred Tumbley als Dogs